# 史上最大の作戦
『史上最大の作戦』（しじょうさいだいのさくせん、The Longest Day）は、1962年のアメリカ映画。モノクロ。20世紀フォックスが配給。第二次世界大戦における連合国軍のノルマンディー上陸作戦（全体の作戦名はオーヴァーロード作戦）の詳細を描いたコーネリアス・ライアンによるノンフィクション「The Longest Day」（邦題「史上最大の作戦」）を原作に製作された戦争映画である。

## 概要

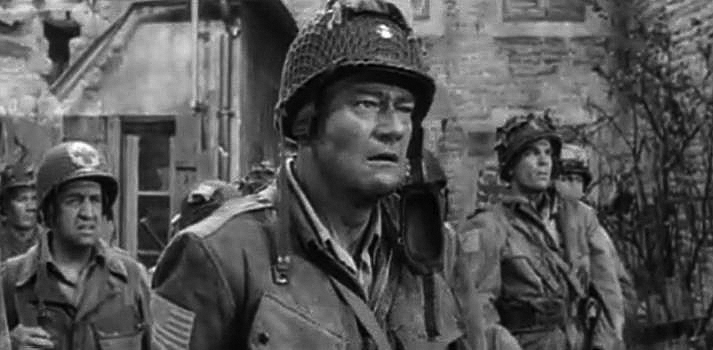
ジョン・ウェイン

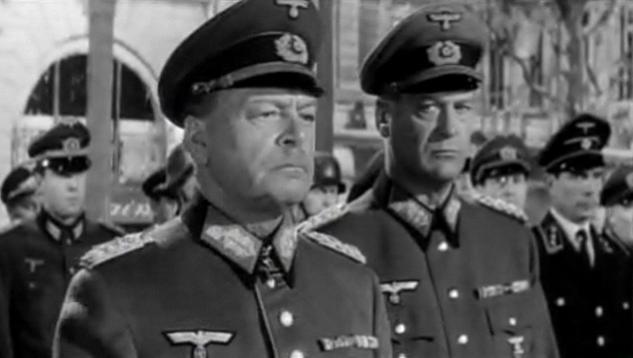
パウル・ハルトマン、クルト・ユルゲンス

20世紀FOXの役員を辞めたダリル・F・ザナックが自社プロのDFZプロダクションで製作した作品。アメリカからジョン・ウェインやヘンリー・フォンダらが参加した他、英仏独からも豪華キャストを迎え、製作費1,200万ドル（当時のレートで43億円）の巨費を投じた。なお当時20世紀FOXは『クレオパトラ』の製作で財政上の問題を抱えていた。ザナックのDFZプロダクションは20世紀FOXより資金を出させる契約をしていたが、予算は会社の承認と上限を押さえられていた。クレオパトラで不満を募らせた株主に対してのスケープゴートとして映画を中止させようとした重役会に呼ばれたザナックは映画の世界的な大ヒットを訴えた。このとき常日頃沈黙していた役員のジェームズ・ヴァン・フリートは「必ず大ヒットする」と語った。彼はこの映画に登場する第4歩兵師団 (アメリカ軍)に連隊長として参加した人物である。
原題を直訳すれば『一番長い日』であるが、当時20世紀FOX日本支社の広報を務めていた水野晴郎が『史上最大の作戦』と改題した。
音楽はモーリス・ジャールが担当した。主題歌は、この映画に出演もしている歌手ポール・アンカが撮影中に作詞・作曲し、ミッチ・ミラーが行進曲風に編曲して自身の楽団・合唱団が演奏している。
1963年・第35回アカデミー賞では5部門でノミネートされ、そのうち撮影賞、特殊効果賞を受賞した。
後年、本作のフィルムにコンピュータで着色した「カラー版」も製作されているが、軍服や徴章、勲章などの着色に誤りがある。

## ストーリー
第2次大戦末期の1944年6月、ヨーロッパにおいてナチスドイツはロシア東部戦線が膠着状態の中で、米英仏の連合軍がフランス北部に上陸するとの予測が強まり、大西洋沿岸に地雷や障害物などを埋めて上陸作戦に備えていた。北アフリカから戻ってきた独陸軍B軍集団団長ロンメル元帥は、イギリスに面した海岸線で地雷の敷設が400万個と聞いて、600万個に増やすよう檄を飛ばしていた。その時ロンメルは「あの水平線の向うに大軍がいる。今か今かと出撃を待っている。しかし一兵たりとも上陸はさせない。あの水際で撃滅させるのだ。上陸する最初の24時間が極めて重要で、その時は連合軍にとっても我々にとっても一番長い日となるだろう。」と語った。
独軍情報部のマイヤー大佐は、占領下のフランスにイギリスのBBC放送が送っている各メッセージの分析を行いながら、ヴェルレーヌの詩『秋の歌』が放送されたことに注目していた。前半の一節「秋の日の ヴィオロンの ためいきの」が数日間にわたって放送されて、次の後半の一節が放送された時は24時間以内に連合軍の上陸が始まる事を、レジスタンスから鹵獲した資料で知っていた。そして独西部軍参謀総長ブルーメントリット大将（クルト・ユルゲンス）から西部軍最高司令官ルントシュテット元帥（パウル・ハルトマン）に警戒情報を出すように要請したが、元帥はラジオから流されるヴェルレーヌの詩だけでは警戒情報は出せないと却下した。ロンメルは6月に入ってから悪天候が続きで連合軍の上陸はないと判断してベルリン行きを決めた。その時に自宅の妻に贈る誕生日のプレゼントを持って行く。
6月5日、イギリスに設けられた連合軍キャンプでは、結集した将兵が今か今かと上陸作戦の決行を待っていた。米軍第82空挺師団バンダーボルト中佐（ジョン・ウェイン）はずっと待つだけで出撃したがっている部下に対してイギリスはもう5年間も待っているのだと諭し、後続部隊を含めて総計300万人が参加するオーヴァーロード作戦に思いを新たにしていた。ただ彼は上陸作戦でサント＝メール＝エグリーズの郊外に降下する時にタイミングを誤ると沼地か市内中心部に降りる危険性を第82空挺師団副師団長ギャビン准将（ロバート・ライアン）に伝えていた。米陸軍第29歩兵師団コータ准将（ロバート・ミッチャム）は2回も延期されて3日間も缶詰状態で待たされて延期はもう無しにしてくれと嘆き、そこへ副官のニュートン大佐（エディ・アルバート）がアイゼンハワー連合軍最高司令官が今夜9時半に会議の招集をかけて決行か延期かの判断が出るとの情報を持ってきた。今夜の会議で決まると聞いて兵たちは賭け事をしたりして高ぶる気持ちを鎮めていた。第82空挺師団シュルツ一等兵（リチャード・ベイマー）はその賭け事で大儲けしたが、以前に大儲けした後に良くないことが起きたことを思い出して、再度賭けに参加して負けるようにした。
外の雨を心配そうに窓から見ながら英空軍気象部スタッグ大佐は各気象情報から天候が回復すると判断して上層部に伝えた。独軍第84軍団長マルクス大将は軍内部の議論の場で、上陸地点を英仏間が近いカレー付近と予想する向きが多いことに異論を述べて、一番距離が遠いノルマンディーの可能性が高い、そしてこういう荒天の時を狙うと予測していた、しかしアイゼンハワーには出来ないだろうと語った。だが連合軍最高会議でアイゼンハワーは最終判断として不安ながらわずかな好天の機会を逃さず決行することを告げた。ただちに待機していた部隊に次々と命令が伝達され、空挺部隊は降下の準備を初め、船上の部隊も上陸のための準備に取り掛かった。
BBC放送が『秋の歌』の後半の一節「身にしみて ひたぶるに うら悲し」を流すとフランス国内のレジスタンスが動き始めた。独軍情報部のマイヤー大佐はこの詩の一節を聞いて直ちに将軍たちの場に連絡したが、第15軍司令官フォン・ザルムート将軍は警戒情報を出せと言うだけでトランプのゲームを続けていた。その夜の内に上陸を目指す各艦隊が出港し、米軍駆逐艦艦長ビーア中佐（ロッド・スタイガー）はレーダーに映る膨大な艦艇の数に史上最大の艦隊だと呟いた。
6月6日午前0:11、ノルマンディー上陸作戦は、英軍第6空挺師団ハワード少佐（リチャード・トッド）率いる部隊によるグライダー降下で始まった。オルヌ川にかかる橋を確保するため、橋を夜襲で無傷で確保して、昼に海岸からやって来る本隊が合流するまで死守する任務であった。一方レジスタンスのメンバーはフランス国内の通信網の破壊活動に入った。独第7軍参謀総長のペムゼル少将（ヴォルフガング・プライス）は、各将軍たちが後方のレンヌで開かれる机上演習に参加することが気になって足止めをさせた。彼は連合軍の上陸がいつも早朝であることを気にしていた。
午前1:07、カーン付近に英軍第6空挺師団がパラシュートで降下を開始した。その中には自由フランス軍の部隊もおり、レジスタンスと協力して走って来た軍用列車を爆破した。独軍マルクス大将のもとへ落下傘部隊の降下と同時に、兵士人形を吊り下げたパラシュートが降りてきたことが伝えられて、マルクスは他作戦をともなう陽動ではないかと疑う。さらに、第15軍本部の真上にも落下傘部隊の一部が降りてきて、ドイツ軍将兵の眼前で捕まった。第15軍司令官フォン・ザルムート将軍は戸惑うばかりであった。
午前2:03、サント＝メール＝エグリーズは交通の要衝で米第82空挺師団の目的地であった。計画では市内ではなく市外に落下傘降下するはずであったが、一部の将兵は飛行機が目測を誤ったことで、市街の中心地に降下してしまう。たまたま町の教会が火事で、住民や消火隊、ドイツ兵が集まっていたところに落下傘兵が降下してくる。ある者は着地した途端にドイツ兵に射殺され、また他の者は教会が燃える炎の中に落ちてしまうなど、教会の前は修羅場と化し多くの落下傘兵が死んだ。バンダーボルト中佐が恐れていた事態であった。第82空挺師団スチール一等兵（レッド・バトンズ）は教会の鐘楼に引っかかったままになってしまい、死人を装うことで九死に一生を得た。アメリカ空挺師団の落下傘兵の一部はバラバラになり、戦地の真ん中で彷徨うこととなった。その中には第82空挺師団シュルツ一等兵もいた。また米第82空挺師団バンダーボルト中佐は脚を骨折していた。独第7軍参謀総長ペムゼル少将はこの時点で連合軍の上陸はノルマンディーだと結論したが、西部軍参謀総長ブルーメントリット大将から伝えられたルントシュテット元帥は陽動作戦と見てカレーが上陸の目的地と見ていた。しかし念のためベルリンのヨードル上級大将に戦車部隊を動かすため機甲師団の派遣をブルーメントリットから連絡させたが、ヨードルは就寝中のヒトラー総統を起こせず断られた。ブルーメントリットは総統が寝ているために戦車を動かせないという事態に、信じられない思いと同時に戦争の敗北を予感するのであった。
ノルマンディーの沿岸砲台で警戒に当たっていた独軍第352歩兵師団沿岸砲兵隊指揮官プルスカット少佐（ハンス・クリスチャン・ブレヒ）は、夜が明けて海の向こうに信じられないほどの数の艦船が迫っていることを発見して、本部のオッカー中佐（ペーター・ファン・アイク）に電話で伝えたが、間もなく猛烈な艦砲射撃が始まった。そしていよいよ本隊の上陸が始まった。レジスタンスの破壊工作で電話が通じず、やむなくオッカー中佐は伝令を走らせるが、連合軍の空襲を受けるために街道の移動もままならなくなった。
午前6:32、オマハ・ビーチ（ノルマンディーの海岸に連合軍が付けたコードネーム。以下、英語名で呼ばれるものは全て同じ）にコータ准将以下の米軍第29師団が上陸開始。やがて激しい独軍の銃砲撃に海岸から一歩も踏み出せなかった。午前6:44、ユタ・ビーチに副師団長セオドア・ルーズベルト・ジュニア（ヘンリー・フォンダ）准将以下の米軍第4歩兵師団が上陸。しかしまもなく上陸予定地から2キロ南であったことが分かったがそのまま侵攻することにした。午前6:49、ゴールド・ビーチとジュノー・ビーチに上陸した部隊は独空軍2機から空襲を受けた。この時、制空権を失っていた独空軍はヨーゼフ・プリラー大佐指揮する2機しか出撃できなかった。午前6:53、ソード・ビーチにロバット卿（ピーター・ローフォード）以下の英軍コマンド部隊が上陸。反撃も無く上陸して、一路オルヌ川で死守する部隊との合流を目指す。英海軍上陸主任モード少佐（ケネス・モア）が物資の搬送などを指揮し、その横をフラナガン一等兵（ショーン・コネリー）が通る。午前7:11、オック岬に米軍レインジャー部隊が上陸。急な岬の崖をよじ登り、砲台に達したが、中に入ってみると砲座がなくもぬけの殻であった。敵味方双方の多大な損失にレンジャー隊員は憮然とする。
ベルリンの自宅に戻っていたロンメルは至急の電話でノルマンディー上陸を知って「私が油断した」と呟いた。最高司令部ではヒトラー総統が起きて事態を知り激怒して、ルントシュテットが望む機甲師団の派遣の話が出来ないとの連絡を受けてブルーメントリットは元帥から総統へ直接要請するように進言した。しかし元帥は「ボヘミアの伍長に電話など出来ん」と却下した。
ソード・ビーチに上陸したロバット卿の英軍コマンド部隊は、バグパイプの音色を響かせながらオルヌ川の橋に達して、英軍第6空挺師団ハワード少佐は任務が達成したことでホッと一息をついた。同じソード・ビーチに上陸したフィリップ・キーファ中佐（クリスチャン・マルカン）率いる自由フランス軍海兵隊はウイストレアム市街に突入して、カジノに閉じこもる独軍と激戦の上に戦車まで投入して攻略した。
独第7軍参謀総長ペムゼル少将は「空軍はどこにいるんだ」と嘆くが、しかし彼はオマハで一歩も進めぬ連合軍の動きを見ながら、中央部では依然独軍が支配しており、上陸地点で上陸部隊が釘づけの状態であるのを見て、ロンメルが言った通り、海岸線に上陸部隊を食い止め続ければ上陸作戦を失敗させられることを感じていた。一方オマハ海岸では死屍累々の様相を呈して、撤退を考える将校もいたがコータ准将は頑として受け付けず唯一の突破口での爆破を目指していた。連合軍司令部のロバート・ヘインズ少将（メル・ファーラー）とエドウィン・P・パーカー准将（レオ・ゲン）は独軍の機甲師団の動きがないことを訝り、オマハ海岸での膠着を心配していた。オマハが失敗すると上陸部隊が分断されてしまうからであった。米軍第82空挺師団バンダーボルト中佐は折れた脚のジャンプブーツの紐をきつく締めさせて、弾薬運搬用の手押し車に乗ってサント＝メール＝エグリーズの道を探しながら進み、やっと街に入って行った。そこで町の真上に降下してしまい、落下傘の吊索にぶら下がったまま死んだ空挺兵たちを見て愕然となり、「降ろせ」と命令するのであった。それでも上陸部隊が来るまで街を死守して、犠牲者を乗り越えて進まねばならぬことを訴えた。教会塔から救助されたスチール一等兵は「戦場で見る隊長は別人のようだ」と呟いた。
オマハ海岸では工兵のフラー軍曹（ジェフリー・ハンター）を中心に、突破口となるドイツ陣地の爆破作業を行った。フラー軍曹は鉄条網の爆破には成功するが、コンクリート壁爆破前に戦死してしまう、しかし別の工兵が作業を引き継ぎ、コンクリート壁の爆破に成功し、やっと進撃路が確保され、上陸部隊は雪崩のように突撃していった。この最後の突破の時にコータ准将の副官ニュートン大佐が戦死した。独軍の第84軍団本部では退却のため書類などが焼かれていた。マルクス大将は地図のノルマンディーの文字を眺めながら上陸を食い止められなかったことを悔やんだ。降下してから迷子のように戦場を彷徨った第82空挺師団シュルツ一等兵は、ある農家で墜落負傷した英軍パイロットのデヴィッド・キャンベル（リチャード・バートン）と出会い、お互いに戦争の虚しさを感じながら日が暮れていくのを見るのであった。6月6日が終わろうとしていたが、連合軍はノルマンディーに海岸堡を確保する事に成功した。
激戦で多数の犠牲者を出したオマハ・ビーチでは、コータ准将が緊張からやっと解放されて新しい葉巻きに火を付けて、ジープで海岸から丘へ登って行った。

## キャスト
※ラストシーン後に海岸に置かれた逆さまになった鉄帽を背景に出演者名が字幕で出てくるが、余りにもスターが多く、1本の映画で主演を演じる俳優が多いため、このクレジットではアルファベット順になっている。しかし最後に表記されているのはジョン・ウェインである「and John Wayne」。最後にあたるWの頭文字の俳優が彼を含めて5人いて、通常は2文字目のアルファベットの順番からいくとウェインは最後ではないが、あえて一番目立つようにしている。
| 役名                                                                          | 俳優                         | 日本語吹替                        | 日本語吹替   | 日本語吹替                                                                          |
| 役名                                                                          | 俳優                         | NETテレビ版                       | 日本テレビ版 | テレビ東京版                                                                        |
| アメリカ軍                                                                    | アメリカ軍                   | アメリカ軍                        | アメリカ軍   | アメリカ軍                                                                          |
| ----------------------------------------------------------------------------- | ---------------------------- | --------------------------------- | ------------ | ----------------------------------------------------------------------------------- |
| ベンジャミン・バンダーボルト中佐 （アメリカ陸軍第82空挺師団第2大隊長）        | ジョン・ウェイン             | 佐野浅夫                          | 小林昭二     | 小林修                                                                              |
| ジェームズ・M・ギャビン准将 （第82空挺師団副師団長）                          | ロバート・ライアン           | 納谷悟朗                          | 北原義郎     | 佐古正人                                                                            |
| ハーディング大尉 （第82空挺師団）                                             | スティーブ・フォレスト       | 小林修                            | 小林勝彦     |                                                                                     |
| ウィルソン中尉 （第82空挺師団）                                               | トム・トライオン             |                                   | 堀勝之祐     |                                                                                     |
| “ダッチ”アーサー・シュルツ一等兵 （第82空挺師団）                             | リチャード・ベイマー         | 内海賢二                          | 東冨士郎     | 宮本充                                                                              |
| マティーニ一等兵 （第82空挺師団）                                             | サル・ミネオ                 | 納谷六朗                          | 藤井敏夫     |                                                                                     |
| ジョン・スティール一等兵 （第82空挺師団）                                     | レッド・バトンズ             | 渡部猛                            | あずさ欣平   |                                                                                     |
| シーン中尉 （第82空挺師団）                                                   | スチュアート・ホイットマン   | 田中信夫                          | 兼本新吾     |                                                                                     |
| ノーマン・コータ准将 （第29歩兵師団副師団長）                                 | ロバート・ミッチャム         | 浦野光                            | 宮川洋一     | 谷口節                                                                              |
| トム・ニュートン大佐 （第29歩兵師団副師団長付副官）                           | エディ・アルバート           | 諏訪孝二                          | 伊沢一郎     | 辻親八                                                                              |
| フランス大尉 （第29歩兵師団副師団長付副官）                                   | レイ・ダントン               |                                   | 仲木隆司     |                                                                                     |
| フラー軍曹 （第29歩兵師団所属）                                               | ジェフリー・ハンター         | 堀勝之祐                          | 青野武       |                                                                                     |
| セオドア・ルーズベルト・ジュニア准将 （第4歩兵師団副師団長）                  | ヘンリー・フォンダ           | 小山田宗徳                        | 内田稔       | 野沢那智                                                                            |
| レイモンド・バートン少将 （第4歩兵師団師団長）                                | エドモンド・オブライエン     | 塩見竜介                          | 塩見竜介     | 島香裕                                                                              |
| モリス一等兵 （第4歩兵師団)                                                   | ロディ・マクドウォール       | 堀勝之祐                          | 富川徹夫     |                                                                                     |
| ジョー・ウィリアムズ軍曹 （第4歩兵師団）                                      | ロン・ランデル               |                                   | 国坂伸       |                                                                                     |
| 第1歩兵師団第2レンジャー大隊隊員                                              | ロバート・ワグナー           | 中田浩二                          | 松岡文雄     |                                                                                     |
| 第1歩兵師団第2レンジャー大隊隊員                                              | ポール・アンカ               |                                   | 斎藤正明     |                                                                                     |
| 第1歩兵師団第2レンジャー大隊隊員                                              | フェビアン                   |                                   | 宮下勝       |                                                                                     |
| 第1歩兵師団第2レンジャー大隊隊員                                              | トミー・サンズ               |                                   | 塩沢兼人     |                                                                                     |
| 第1歩兵師団第2レンジャー大隊隊員                                              | ジョージ・シーガル           |                                   | 田中秀幸     |                                                                                     |
| オマール・ブラッドレー中将 （第1軍司令官）                                    | ニコラス・スチュアート       |                                   |              |                                                                                     |
| ロバート・ヘインズ少将 （連合国遠征軍最高司令部作戦本部付）                   | メル・ファーラー             | 村越伊知郎                        | 仁内達之     | 納谷六朗                                                                            |
| ウォルター・ベデル・スミス少将 （連合国遠征軍最高司令部司令官付副官）         | アレクサンダー・ノックス     | 宮川洋一                          | 吉沢久嘉     | 岡部政明                                                                            |
| ドワイト・D・アイゼンハワー大将 （連合国遠征軍最高司令官）                    | ヘンリー・グレイス           | 島宇志夫                          | 羽佐間道夫   | 大木民夫                                                                            |
| ビーア中佐 （アメリカ海軍駆逐艦艦長）                                         | ロッド・スタイガー           | 小林修                            | 加藤正之     |                                                                                     |
| イギリス軍                                                                    |                              |                                   |              |                                                                                     |
| ラヴァト卿 （イギリス陸軍第3歩兵師団コマンド部隊指揮官）                      | ピーター・ローフォード       | 羽佐間道夫                        | 川合伸旺     | 大塚芳忠                                                                            |
| ジョン・ハワード少佐 （イギリス陸軍第6空挺師団指揮官）                        | リチャード・トッド           | 渡部猛                            | 石田太郎     | 金尾哲夫                                                                            |
| 従軍牧師 （イギリス陸軍第6空挺師団）                                          | ジョン・グレッグソン         |                                   |              | 江角英明                                                                            |
| デビッド・キャンベル （イギリス空軍将校）                                     | リチャード・バートン         | 田口計                            | 木村幌       | 原康義                                                                              |
| コリン･モード大佐 （イギリス海軍上陸指揮官）                                  | ケネス・モア                 | 大宮悌二                          | 雨森雅司     | 宝亀克寿                                                                            |
| フラナガン一等兵 （イギリス軍コマンド部隊所属)                                | ショーン・コネリー           | 内海賢二                          | 日高晤郎     | 宮本充                                                                              |
| エドウィン・P・パーカー・ジュニア准将 （連合国軍作戦本部付)                   | レオ・ゲン                   |                                   | 嶋俊介       |                                                                                     |
| J・N・スタッグ大佐 （空軍気象部）                                             | パトリック・バー             |                                   | 村越伊知郎   |                                                                                     |
| ドイツ軍                                                                      |                              |                                   |              |                                                                                     |
| ギュンター・ブルーメントリット歩兵大将 （ドイツ陸軍西部軍参謀総長（参謀長）） | クルト・ユルゲンス           | 久松保夫                          | 原語音声流用 | 瑳川哲朗                                                                            |
| エルヴィン・ロンメル元帥 （ドイツ陸軍B軍集団長）                              | ヴェルナー・ヒンツ           | 大木民夫                          | 原語音声流用 | 中村正                                                                              |
| ゲルト・フォン・ルントシュテット元帥 （ドイツ陸軍西部軍最高司令官）           | パウル・ハルトマン           | 杉田俊也                          | 原語音声流用 | 石森達幸                                                                            |
| マックス＝ヨーゼフ・ペムゼル少将 （ドイツ陸軍第7軍参謀総長（参謀長））        | ヴォルフガング・プライス     | 小林清志                          | 原語音声流用 | 加藤精三                                                                            |
| エーリヒ・マルクス砲兵大将 （ドイツ陸軍第84軍団長）                           | リヒャルト・ミュンヒ         | 中村正                            | 原語音声流用 | 西村知道                                                                            |
| オッカー中佐 （ドイツ陸軍第352師団本部付将校）                                | ペーター・ファン・アイク     | 中田浩二                          | 原語音声流用 | 稲葉実                                                                              |
| ヴェルナー・プルスカット少佐 （ドイツ陸軍第352師団沿岸砲兵隊指揮官）          | ハンス・クリスチャン・ブレヒ | 大塚周夫                          | 原語音声流用 | 山野史人                                                                            |
| ウォルフガング・ヘイガー大将 （ドイツ空軍西部司令官）                         | カール・ヨーン               |                                   | 原語音声流用 | 西村知道                                                                            |
| “ピップス”ヨーゼフ・プリラー大佐 （ドイツ空軍第26戦闘航空団司令）             | ハインツ・ラインケ           | 渡部猛                            | 原語音声流用 | 佐古正人                                                                            |
| ドイツ陸軍軍曹“カッフェカンヌ”                                                | ゲルト・フレーベ             |                                   | 原語音声流用 |                                                                                     |
| フランス軍                                                                    |                              |                                   |              |                                                                                     |
| フィリップ・キーファ中佐 （自由フランス海軍コマンド部隊長）                   | クリスチャン・マルカン       | 堀勝之祐                          |              | 金尾哲夫                                                                            |
| ギ・ド・モントーロール軍曹 （自由フランス海軍コマンド部隊所属）               | ジョルジュ・リビエール       |                                   |              |                                                                                     |
| ジャニーヌ・ボアタール （フランスレジスタンス闘士）                           | イリナ・デミック             |                                   | 高橋ひろ子   | 田中敦子                                                                            |
| アレクサンドル・ルノー （サント・メール・エグリーズ市長）                     | ジョルジュ・ウィルソン       |                                   |              |                                                                                     |
| アルフォンス・レノー （コルヒル市長）                                         | ブールヴィル                 | 宮内幸平                          |              | 宮田光                                                                              |
| ルイ・ルーラン神父                                                            | ジャン・ルイ・バロー         | 加藤精三                          |              |                                                                                     |
| バロー夫人                                                                    | アルレッティ                 |                                   |              |                                                                                     |
| 尼僧長                                                                        | マドレーヌ・ルノー           |                                   |              |                                                                                     |
| ルイ                                                                          | フェルナン・ルドゥー         | 相模太郎                          |              |                                                                                     |
| ジョジャール少将 （自由フランス海軍提督）                                     | ジャン・セルヴェ             |                                   |              | 佐古正人                                                                            |
| 役不明又はその他                                                              |                              | 小林恭治 上田敏也 緑川稔 武藤礼子 |              | 高宮俊介 後藤敦 大川透 岩田安生 荒川太朗 水野龍司 坂東尚樹 久保田民絵 岩松廉 城山堅 |

- NETテレビ版：1972年7月9日、16日『日曜洋画劇場』
- 日本テレビ版：1978年5月10日、17日『水曜ロードショー』
- テレビ東京版：1997年12月29日『特別映画枠』※DVD、BD収録（約152分）

### 日本語吹替版
- NETテレビ版は英語版、テレビ東京版は国際版を吹き替えたものになっている。
- NETテレビ版は再放送時にカットされ、現在残っている音源は2時間半枠で放送された正味約124分の物である。
- 日本テレビ版は連合軍側のみ日本語に吹き替えられており、ドイツ軍側はすべてドイツ語音声に字幕およびナレーションで処理されている。最初の映画の題名が入る直前のロンメルの言葉（一番長い日になる）もドイツ語の「Der längste Tag」である。
- テレビ東京版はカラー化された映像で放送されたが、現在発売されているソフトでは白黒映像である。

## 日本語版スタッフ
日本語字幕：岡枝慎二（映像ソフト版）、岡田壯平（NHK版）
|      | NETテレビ版 | 日本テレビ版         | テレビ東京版         |
| ---- | ----------- | -------------------- | -------------------- |
| 演出 |             | 長野武二郎           | 小林守夫             |
| 翻訳 | 鈴木導      | 大野隆一             | 宇津木道子           |
| 調整 |             | 二宮毅               | 遠西勝三             |
| 効果 |             | 新音響               | リレーション         |
| 配給 |             |                      | ムービーテレビジョン |
| 制作 |             | 千代田プロダクション | ムービーテレビジョン |
| 解説 | 淀川長治    | 水野晴郎             |                      |

## 日本初公開
- 1962年12月15日、東京の松竹セントラル・新宿ミラノ座・渋谷松竹・浅草大勝館、大阪の松竹座・大阪東映パラスでロードショー公開され、133日間のロングランとなった。[6]
- なおこの「史上最大の作戦」の上映にあたり、当時配給した20世紀FOX日本支社が一時東宝系の上映に傾いたことから、対抗する松竹と東急グループが業務提携して興行権を獲得し、これがキッカケで両社は1965年2月に松竹・東急チェーン(ST系)を発足させた[7]。これは当時それまで洋画の輸入本数の制限があったのが、輸入自由化の動きで外国映画の公開本数の増加が見込まれる中で東宝洋画系(TY系)への対抗策として打ち出されたものである。

## 主な受賞歴

### アカデミー賞
受賞
アカデミー撮影賞 (白黒部門):ワルター・ウォティッツ、ジャン・ブールゴワン
アカデミー特殊効果賞:ロバート・マクドナルド、ジャック・モーモン
ノミネート
アカデミー作品賞:ダリル・F・ザナック
アカデミー美術賞:テッド・ハワース、レオン・バルザック、ヴィンセント・コルダ、ガブリエル・バシャ
アカデミー編集賞:サミュエル・E・ビートリー

### ゴールデングローブ賞
受賞
撮影賞:ヘンリー・パージン、ワルター・ウォティッツ、ジャン・ブールゴワン
ノミネート
作品賞 (ドラマ部門)

## エピソード
- 日本で上映された国際版では登場人物がそれぞれの母国語で台詞を喋り臨場感を高めているが、他の国では自国語版で上映されており、同じシーンを使用言語を変えて何度か撮影している。DVD特別版に収録された予告編にはドイツ軍人が英語で喋るシーンが含まれている。
- リヒャルト・ミュンヒが演じたエーリヒ・マルクス大将は、この映画の中で唯一人連合軍がノルマンディーに上陸すると予想した将校として描かれているが、大将が6月6日になったばかりの深夜に自分の誕生日として部下からケーキでお祝いを受けるシーンがある。日本語版ではケーキにナイフを入れる場面でケーキに「Happy birthday」と印している場合がある。これは英語版のフィルムを日本語に直しているためで、国際版のフィルムでは「Zum Geburtstag」と印している。
- 公開当時に現役の統合参謀本部議長だったマクスウェル・テイラー将軍は、第101空挺師団長としてノルマンディー上陸作戦で活躍し、原作「The Longest Day」の取材にも多大な協力をしていたものの、映画には登場していない。
- ドイツ西部軍参謀総長ブルーメントリット大将は、1962年撮影当時はまだ存命で彼を演じたクルト・ユルゲンスに助言を与えたり、また映画撮影で協力を惜しまなかった。そのクルト・ユルゲンスは戦争中はナチスに反対して収容所に入れられた経験があるが、戦後映画界でドイツ軍将校の役を演じると右に出るものがないと言われるほど軍服姿が似合う俳優であった。
- バンダーボルト中佐を演じたジョン・ウェインは撮影時既に50歳を過ぎていたが、作戦当時のバンダーボルト中佐は27歳であった。
- 敵味方識別用のクリケットを第82空挺師団のバンダーボルト中佐（ジョン・ウエイン）が部下に説明する場面がよく知られているが、実際には敵味方識別用のクリケットを使ったのは第101空挺師団だった。
- アメリカ陸軍の空挺部隊が使用する背嚢は、本来はM1936ミュゼットバックだが、この映画ではM1928ハバーザックを使用している。実際にはハバーザックだと落下傘と干渉するので空挺部隊では使用出来ない。
- ドイツ空軍がヨーゼフ・プリラー大佐指揮する2機しか迎え撃てなかったというのはこの映画の演出であり、実際にはドイツ空軍の爆撃隊が英軍上陸地点に対する反撃を行なっていた。ちなみにこの映画のドイツ空軍機はメッサーシュミット Bf109の様に塗装された練習機のBf108であり、またプリラー大佐の乗機は実際にはフォッケウルフ Fw190である。
- 今日でもサン・メール・エグリーゼの教会(Church of Sainte-Mère-Église)の鐘楼にはパラシュートにぶら下がったアメリカ落下傘兵の人形が吊るされていて、観光客を驚かせる。
- エルヴィン・ロンメル元帥を演じたドイツの俳優ヴェルナー・ヒンツは、別の西ドイツ映画でもロンメルを演じていた。
- ロバット卿を演じたピーター・ローフォードが着ていたセーターは、作戦で実際に着用していたものを本人から提供されたものである。なお彼の妻であるパトリシア（当時のジョン・F・ケネディ大統領の妹)は、撮影中もピーター・ローフォードのもとにいたが後に離婚している。
- ノーマン・コータ准将を演じたロバート・ミッチャムが着用していた軍服（M41フィールドジャケット）は、実際にミッチャムが第二次世界大戦に従軍した際に着用していたものである。
- 一兵卒としてコミカルな演技を見せているショーン・コネリーは当時まだ無名で、この翌年に『007シリーズ』のジェームズ・ボンド役を得て一気に世界的スターになった。日本初公開時のパンフレットには「シーン・コネリー」と表記されていた。
- 映画が始まってすぐに、フランスのサン・メール・エグリーゼの教会で「夜の闇が深い時に絶望してはならない」と神父が説く場面がある。神父を演じているのはジャン・ルイ・バロー 。同じく第82空挺師団の落下傘兵が静かに降下して、ある農家に落ちた時に出てきた老婦人に発見されて「シーッ」と口に指をあて、老婦人がユーモラスに反応する場面がある。この老婦人を演じているのはアルレッティ 。このジャン・ルイ・バローとアルレッティは1944年に製作されたフランス映画の名作「天井桟敷の人々」で主役を演じている。
- また映画の後半で自由フランス軍コ海兵隊がウイストレアム市街に突入してカジノに立て籠もるドイツ軍を戦車で攻撃する所で、10人ばかりの修道女がフランス軍が立て籠もる建物に入り負傷兵を治療する場面がある。この修道女の代表者の役を演じているのはマドレーヌ・ルノー 。実はこの女優はジャン・ルイ・バローの夫人で、夫とともにルノー・バロー劇団を結成し、その多彩な演劇活動でフランス演劇界を代表する大女優である。
- 映画製作に入った時、プロデューサーのザナックが頭を悩ませたのが、連合国軍最高司令官アイゼンハワー大将を誰に演じさせるかであった。容姿が似ていて、かつ年齢も近い俳優がなかなか見つからず、一時は大統領職をケネディにバトンタッチして引退生活を送っていた本人の出演も検討したが、健康面の不安もあって断念した。そこで容姿が非常によく似ていた、セット装飾アーティストのヘンリー・グレイス（英語版）を抜擢した。彼があまりにもアイゼンハワーに似ていた為、撮影所に現れた際、技術指導で来ていた米陸軍軍人が思わず直立不動で敬礼したという。ちなみにグレイスは、1958年に『恋の手ほどき』でアカデミー美術賞を受賞、同賞に計12回ノミネートされている。
- ワールドプレミアはパリの宮殿にド・ゴール大統領、内閣全閣僚、NATO幹部、そして出演した俳優達が招かれ、しかもエッフェル塔で歌手エディット・ピアフがフランス国歌を歌い、花火が打ち上げられる等非常に豪華なものであった。